# Daula (Sklavin)
Daula (geb. im 9. Jahrhundert; gest. im 9/10. Jahrhundert) war eine Sklavin und mutmaßliche Konkubine des Abbasiden-Prinzen und bekannten Dichters Abdallah ibn al-Mu'tazz (um 861–908), sowie Helferin bei dessen literarischer Arbeit.

## Leben
Die Sklavin Daula gehörte dem Abbasiden-Prinzen und bekannten Dichter Abdallah ibn al-Mu'tazz, einem Sohn des Kalifen al-Muʿtazz (847–869, reg. 866–869), dessen mutmaßliche Konkubine sie auch war. Ibn al-Mu'tazz dichtete über sie:
„Ich stand am Euphrat, die Boote bewegungslos im flachen Wasser. Dann erinnerte ich mich an dich, Tränen flossen, und, als ob Sturmwinde sie erfassten, fuhren die Boote vorbei.“
Sie war gebildet und übertrug literarisches Material von ihm und dem Grammatiker Abu Bakr ibn al-'Allaf al-Schirazi.
Ihr Besitzer Abdallah ibn al-Mu'tazz wurde nach dem Tod des siebzehnten Abbasiden-Kalifen al-Muktafi (875-13. August 908, reg. 902–908) am 17. Dezember 908 selbst zum Kalifen gekrönt, aber noch am selben Tag gestürzt und am 29. Dezember ermordet aufgefunden, während al-Muqtadir den Thron bestieg, der offiziell als 18. Abbasiden-Kalif gilt.

## Rezeption
Der Bagdader Historiker Ibn al-Sa‘i (1197–1276) listet Daula in seinem Personenlexikon Die Frauen der Kalifen neben 37 weiteren bedeutenden Frauen der Abbasiden-Kalifen auf.